# 邵氏雙線䲁
邵氏雙線䲁（学名：Enneapterygius shaoi），又名狗鰷、三鰭鳚，為輻鰭魚綱䲁形目三鰭䲁科雙線䲁屬的其中一種，是由蔣敏嘉和陳義雄於2008年描述，種名是為了紀念台灣中央研究院生物多樣性研究中心的魚類學家及海洋生態學家邵廣昭，分布於西太平洋的台灣海域，深度3至12公尺，本魚體型小呈圓柱狀，眼眶上具一觸鬚，側線不連續，第一排具16-18個有孔的鱗片，第二排具15-17個有缺刻的鱗片，身體粉紅色至淺橙色，從胸鰭基部後面到尾鰭基部有4條垂直或稍傾斜的深褐色條紋，每條寬條紋邊緣都有白色邊框，尾鰭顏色淺，遠端邊緣有一條棕黑色條紋，雌雄二色性不明顯，繁殖期的雄魚臀鰭呈黑色，身體、頭部、背鰭和胸鰭條上有黑色素細胞斑點，背鰭硬棘15枚、背鰭軟條10枚、臀鰭硬棘1枚、臀鰭軟條18枚，體長可達2.4公分，棲息在岩岸潮間帶，以藻類及小型無脊椎動物為食，雌魚產附著性卵在藻類築的巢，雄魚會守護卵，幼魚為浮游性，生活習性不明。

## 扩展阅读
維基物種上的相關：邵氏雙線䲁